# Peter Galliner

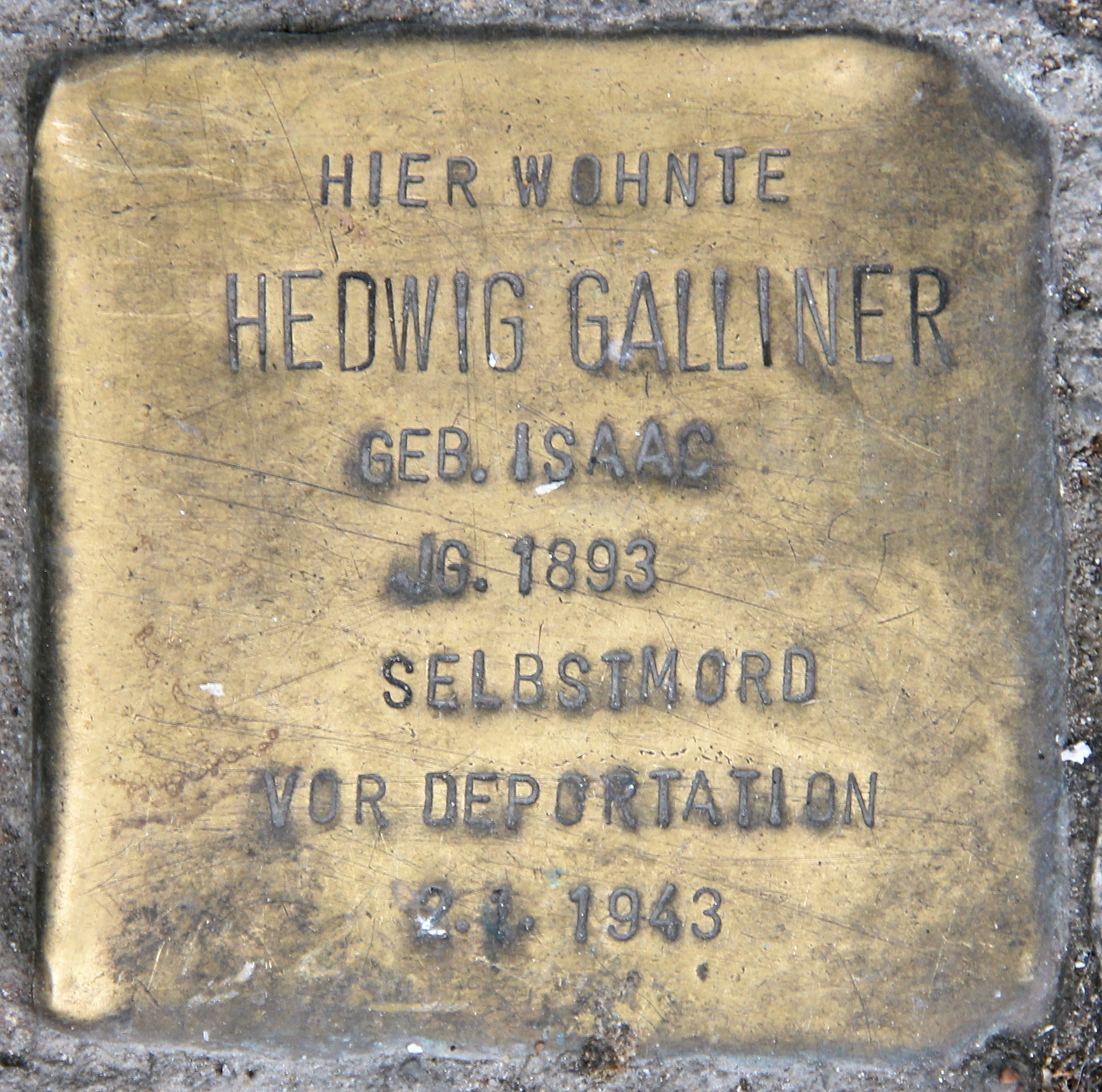
Stolperstein vor dem Haus, Martin-Luther-Straße 12, in Berlin-Schöneberg

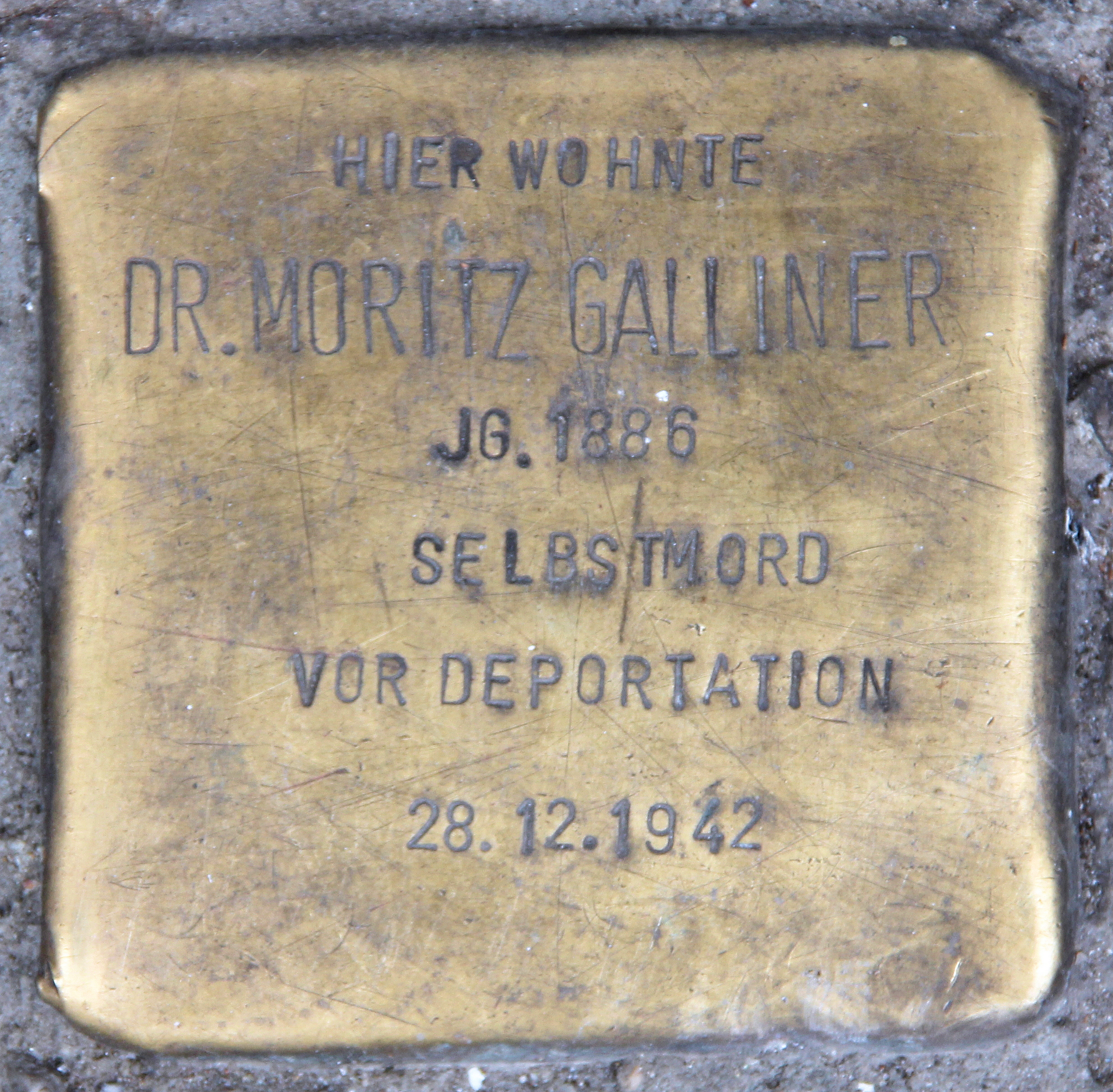
Stolperstein vor dem Haus, Martin-Luther-Straße 12, in Berlin-Schöneberg

Peter Galliner (* 19. September 1920 in Berlin; † 19. Dezember 2006 in Berlin) war ein deutscher Journalist und Publizist.

## Leben
Als Sohn des Rechtsanwalts und Mitglieds der Jüdischen Reformgemeinde Dr. Moritz Galliner und seiner Ehefrau Hedwig Isaac wuchs er in Berlin auf, um dann im Dezember 1938 vor dem NS-Regime nach Großbritannien zu flüchten. Seine Eltern nahmen sich im Jahre 1942 das Leben, als ihnen die Deportation drohte.
Bei der Agentur Reuters arbeitete er in London von 1944 bis 1947. Im Auslandsdienst der Financial Times betätigte er sich von 1947 bis 1960. Der Verleger Axel Springer holte ihn im Jahre 1960 nach Berlin, wo er zum Vorsitzenden der Geschäftsführung im Ullstein Verlag ernannt wurde. Im Jahre 1964 kehrte er nach London zurück, wo er ab 1965 als Vizepräsident und Managementdirektor der British Printing Corporation Publishing Group bis 1970 tätig war. Von 1970 bis 1975 war er internationaler Verlagsberater. Die Funktion des Chairman der Peter Galliner Associates in London nahm er seit 1970 wahr.
Zum International Press Institutes wurde er im Jahre 1975 berufen und leitete diese Institution bis 1993 als Direktor, wobei er sich international eine große Anerkennung für die Verteidigung der Pressefreiheit erwarb. Mit dem Unternehmen International Encounter veranstaltete er in den folgenden Jahren internationale Konferenzen zu Fragen der Pressemedien im Rahmen der Demokratie und der damit verbundenen Konflikte in sozialen und ethnischen Problemstellungen.
Galliner war Gründungsbeirat der Europäischen Journalisten-Fellowships an der Freien Universität Berlin und regelmäßiger Teilnehmer an dem Bergedorfer Gesprächskreis der Körber-Stiftung. Zudem unterstützte er „placet - Plastisch-chirurgisches Centrum für Terroropfer“ in Berlin.
Er war ab 1948 mit Edith Goldschmidt verheiratet, von der er sich 1985 scheiden ließ. In zweiter Ehe heiratete er im Jahre 1990 Helga Stenschke. Zuletzt wohnte er in London, 27 Walsingham, St. Johns Wood Park.
Die Beisetzung fand auf dem Jüdischen Friedhof in Berlin-Weißensee am 22. Dezember 2006 statt. Er hinterlässt eine Tochter Nicola aus erster Ehe und den Enkelsohn Aaron, die beide in Berlin leben.

## Funktionen
- Direktor des International Press Institute
- Member of Advisory Board, European Institute for the Media, Düsseldorf
- Member of International Advisory Board, MTV (Magyar Tele- vizió - Hungarian Radio and Television Corp.), Budapest
- Board Member, Inter-Press Service, Rom
- Gründungsbeirat der Europäischen Journalisten-Fellowships
- Member of the Academic Advisory Board, University of Sussex
- Director of International Encounters, Berlin

## Auszeichnungen
- Bundesverdienstkreuz 1. Klasse der Bundesrepublik Deutschland (1961)
- Großes Verdienstkreuz der Bundesrepublik Deutschland mit Stern und Schulterband (1980)
- Encomienda Orden de Isabelle la Catolica, Spanien (1982)
- Europäischer Medienpreis / Auszeichnung für Kulturkommunikation (1998)

## Schriften
- Report on Hungarian General Election, European Media Institute, 1994
- Monitoring Report on the situation with regard to the present practices related to the free movement of journalists in Russia, UNESCO
- Responses to the decision. In: The Journal of Communication, 34 (4), S. 168–168
- New Threats in the Democracies. In: World Press Review, 36, Februar 1989, S. 52–57.